# Diecéze Sidón
Diecéze sidónská je titulární diecéze římskokatolické církve na území Libanonu.

## Historie
Sidón je starobylé fénické město (v dnešním Libanonu), kde jsou biskupové doloženi již od dob Diokleciánova pronásledování. Diecéze byla původně byla sufragánní diecézí arcidiecéze tyrské, podřízené Antiochijskému patriarchátu. V době křížových výprav se stala latinskou diecézí a podřízena byla latinské arcidiecéze tyrské. Tato diecéze zanikla po muslimské invazi roku 1265 a dnes je pouze titulární diecézí, od roku 1999 není obsazena.
Od roko 1683 existuje také Melchitská archieparchie sidónská, v roce 1736 byla zřizena Maronitská eparchie sidónská, která je dodnes sídlem maronitského biskupa ve společenství s Římem.  

## Seznam biskupů

### Řečtí biskupové
- Svatý Zenobius ? (v době Diocleciánova pronásledování)
- Theodor (zmíněn r. 325)
- Amfion
- Pavel I. (zmíněn r. 381)
- Damian (prima del 445 – dopo il 451)
- Megas (zmíněn r. 458)
- Ondřej  (zmíněn r. 518)
- Pavel II.

### Latinští biskupové
- Bernard ( 1131 – 1153)
- Amalric, O.Praem. (zmíněn r. 1155)
- Odo I. (1176 – ?)
- Rainald (zmíněn r. 1181)
- Odo II. (1187 – 1190)
- Terric (1204 – ?)
- Radulf (1212 – 1214, pak patriarcha jeruzalémský)
- anonym' (1237 – ?)
- G. (zmíněn r. 1244)
- Petr (1247 – ?)
- Jan, O.P. (1263 – 1267)
- Adam de Romery (1274 – 1298)

### Titulární biskupové
- Rostang de Candole, O.P. (1305 – 1307)
- Gil (? – 1368)
- Giovanni de Baciaco, O.F.M. (1373 – 1389)
- Giovanni di Formentaria, O.E.S.A. (? – ?)
- Francesco de Marginibus, O.P. (1389 – 1390)
- Gregorius (1389 – ?)
- Jacques (?)
- Enrico di Nussia, O.P. (1391 – ?)
- Pietro (?)
- Benedetto di Cinquechiese, O.E.S.A. (1395 – ?)
- Nicola, O.F.M. (1414 – ?)
- Giovanni Adamo, O.E.S.A. (1419 – ?)
- Antonio (1448 – ?)
- Ludovico de Valleoleti, O.F.M. (1448 – ?)
- Albert Katschen, O.P. (1455 – ?)
- Domenico de Ponte (9 agosto 1476 – ?)
- Robert Cornegrue (1478 – ?)
- Luis, O.S.B. (1497 – ?)
- Johannes Bonemilch (1497 – 1510)
- Filippo di Villanova (27 febbraio 1499 – ?)
- Pietro Giberti (1503 – ?)
- Thomas de Welleis, C.R.S.A. (1505 – ?)
- Oliverio Prestoris (1506 – ?)
- Ligorio de Liguori (1510 – ?)
- Luis Méndez, O.S.B. (1513 – 1529)
- John Pynnock, C.R.S.A. (1518 – ?)
- Cipriano (1523 – ?)
- Thomas Chetham, C.R.S.A. (1526 – ?)
- Christopher Lord, O.Praem. (1533 – ?)
- Alessandro Argoli (? – 1534)
- Antonio, O.Cist. (1534 – ?)
- Jean Batiau (1535 – ?)
- Michael Helding (1538 – 1550)
- Nicolas Dumeguin (1543 – ?)
- Georg Neumann (1550 – 1551)
- Ercole Sacrati (1561 – 1563)
- Alfonso Merchante de Valeria (1563 – ?)
- Attilio Serrano (1579 – 1582)
- Leonardo Abela (1582 – 1605)
- Alonso Orozco Enríquez de Armendáriz Castellanos y Toledo, O. de M. (1605 – 1610)
- Juan de Avellaneda Manrique (1611 – ?)
- Diego Pereda, O.S. (1621 – 1634)
- Pierre Habert ( 1622 – 1627)
- Domenico Rota, O.Carm. (1628 – 1630)
- Giovanni Battista Scanaroli (Scannaroli) (1630 – 1664)
- Francesco Ravizza (1667 – 1675)
- Gilbert–Gaspard de Montmorin de Saint–Hérem de La Chassaigne (1723 – 1723)
- Giovanni Battista Badoer ( 1769 – ?)
- Giacomo Francone ( 1785 – ?)
- Nicola Abrate (1842 – 1849)
- Camillo Monteforte (1849 – 1875)
- Odon Thibaudier (1875 – 1876)
- Pierre–Hector Coullié (1876 – 1878)
- Giuseppe Ingami (1880 – 1884)
- Vito Antonio Fioni (1891 – 1916)
- Giuseppe d'Alessio ( 1916 – 1945)
- Danio Bolognini (1946 – 1952)
- Ambrose Rayappan (1953 – 1953)
- Romolo Carboni (1953 – 1999)